# 腓特烈·卡爾 (斯托爾貝格-蓋登)
腓特烈·卡爾（Friedrich Carl，1693年10月11日—1767年9月28日），斯托爾貝格-蓋登親王，1742年至1767年在位。

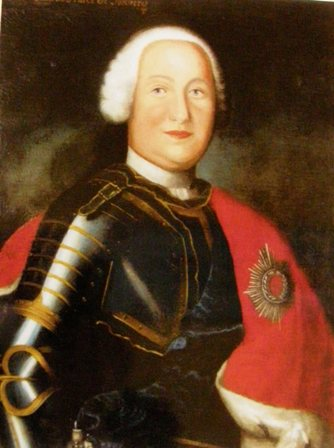
腓特烈·卡爾

他的父親是斯托爾貝格-蓋登伯爵路德維希·克里斯蒂安，母親是梅克倫堡-居斯特羅的克莉絲汀。腓特烈·卡爾原本是一名伯爵，1742年受皇帝查理七世晉升為帝國親王。他與拿騷-薩爾布魯根伯爵路德維希·克拉夫特的女兒路易絲結婚，有四個孩子。
- 路德維希·克里斯蒂安（1720－1770）
- 古斯塔夫·阿道夫（1722－1757）
- 克里斯蒂安·卡爾（1725－1764）
- 卡羅琳（英语：Caroline of Stolberg-Gedern (1732–1796)）（1732－1796），嫁給克里斯蒂安·阿爾布雷希特